# 薩蘭泰
薩蘭泰是立陶宛的城市，位於該國西北部，距離克雷廷加31公里，由克萊佩達縣負責管轄，海拔高度66米，面積2.98平方公里，市內的天主教教堂在1911年建成，2011年人口2,324。

## 外部連結
- Secondary School - History of Salantai
- Jews of Salantai